# Streptocitta albertinae
El miná caricalvo (Streptocitta albertinae) es una especie de ave paseriforme de la familia Sturnidae endémico de las islas Sula. Está amenazado por la pérdida de hábitat.

## Descripción
Es un miná de unos 45 cm de largo, de los cuales 25 cm corresponden a su larguísima cola. Su plumaje es blanco y negro. Sus alas, cola, y la parte de baja de su espalda son negras, y el resto es blanco. Como indica su nombre común presenta una carúncula de piel arrugada oscura que se extiende por su lorum, garganta y la zona circundante de los ojos. Su pico es amarillo, robusto y ligeramente curvado hacia abajo.